# 費仲
费仲（?—?），商朝纣王时期的大臣。
费仲善于阿谀奉承，贪财，商朝人看不起他。崇侯虎告发西伯侯昌有不臣之心，纣王将西伯囚禁在羑里。西伯昌的大臣闳夭行贿买通了费仲，商献给纣王「有莘氏美女，骊戎之文马，有熊九驷，他奇怪物」。商纣王指着有莘氏美女说：「此一物足以释西伯，况其多乎！」不仅释放西伯，而且「赐以弓矢斧钺，使西伯得征伐」。数年后，西伯灭崇，迁都丰邑，号周文王。
明朝小说《封神演义》裡的费仲是进谗言的小人，害死了姜皇后，最后随鲁雄伐西岐，被姜子牙冰冻岐山而捉，最后鲁雄、费仲、尤浑三人被斩。